# Fiorelli
Fiorelli is een historisch Italiaans merk van fietsen en motorfietsen.
Het bedrijf werd in 1951 opgericht door de gebroeders Fiorelli onder de naam Fabbrica Biciclette et Motoleggere Fiorelli, Novi Ligure, Alessandria.
Men begon met de bouw van motorfietsen met 123- en 175cc-ILO-motor. Naderhand maakte men onderdelen voor andere merken, fietsen en bromfietsen.
In de jaren 80 verdween de producent; er zijn nu nog maar weinig sporen van dit merk te vinden.